# 天主教沅陵教区
天主教沅陵教区（拉丁語：Dioecesis Iuen-limensis）是天主教在中国湖南省西部设立的一个教区。
1925年3月13日，罗马教廷从常德代牧区分设辰州监牧区。属美国苦難會管理。1934年5月28日，升格为设辰州代牧区。同年12月10日，再更名为沅陵代牧区。1946年4月11日升格为沅陵教区。1999年，中國的官方教會將湖南省所有教區合併為一個「湖南教區」，但未受宗座承認。

## 歷任首牧

### 辰州监牧区宗座監牧
- 蓝坚牧（Fr. Domenico Langenbacher, C.P.）1925年7月16日 – 1930年1月[1]
- 欧克澜（Fr. Cutbert Martin O'Gara, C.P.）1930年2月12日 – 1934年5月28日[1]

### 辰州代牧区宗座代牧
- 欧克澜（Fr. Cutbert Martin O'Gara, C.P.）1934年5月28日 – 1934年12月10日

### 沅陵代牧区宗座代牧
- 欧克澜（Fr. Cutbert Martin O'Gara, C.P.）1934年12月10日 – 1946年4月11日[1]

### 沅陵教区主教
- 欧克澜（Bishop Cutbert Martin O'Gara, C.P.）1946年4月11日 – 1968年5月13日（1952年被逐出中國）[3]